# 植本純米
植本 純米（うえもと じゅんまい、1967年6月27日 - ）は、日本の男性俳優、声優、司会、インタビュアー。岩手県出身。キューブ所属。本名及び旧芸名は植本 潤（うえもと じゅん)。屋号は白符屋（しらふや)。

## 経歴
岩手県盛岡市出身。早稲田大学本庄高等学院卒業。早稲田大学第一文学部演劇専修入学後、演劇活動を開始。1989年より2023年まで劇団花組芝居に在籍。シェイクスピア作品やミュージカル、和物芝居など様々な作品に出演。現代劇の女方としても活動、その可憐さには定評がある。2009年には演劇ユニット四獣(スーショウ)を結成、不定期で公演を行っている。

## 人物
老若男女を問わず多彩な役柄をこなし、その特異な個性と演技力の高さからさまざまなジャンルの舞台にひっぱりだこである。ハムレットとオフィーリア、両方の役を演じたことがある。
素顔は坊主頭に眼鏡で落語家のような風貌をしている。普段の姿とのギャップ、所作や声に至るまで舞台上での完璧な女っぷりに、観客の中には男性だと最後まで気づかない人もいる。
また、豊富な演劇知識と温かな人柄を活かしてインタビュアーとしても活動している。
2017年6月27日、「植本純米」に改名。

## 出演

### 舞台
1986年
- 黄昏れてプレイボール（ザ・クインテット）

1988年
- せっせっせっ　じゃじゃ馬鹿一番（SASSAW）
- チェンジング・パートナー（遊boat）
- OCHANOMA DYNAMITE GIG（東京お茶の間劇場）

1989年
- かぶき座の怪人（花組芝居）
- ザ・隅田川（花組芝居）

1990年
- あやつり任侠館（花組芝居）
- 花組沙翁劇ロミオ＆ジュリエット（花組芝居）
- いろは四谷怪談（花組芝居）

1991年
- 泉鏡花の夜叉ケ池（花組芝居）
- 怪誕身毒丸（花組芝居）

1992年
- 三国妖狐伝（花組芝居）
- 薔薇西遊譚（花組芝居）
- 奥女中たち（花組芝居）

1993年
- 櫻姫全傳曙草紙（花組芝居）
- いろは四谷怪談（花組芝居）
- 遥か遠き果てに（葦の会）
- 泉鏡花の草迷宮（花組芝居）
- あやつり任侠館（花組芝居）
- ザ・忠臣蔵ナイト（アムラックストヨタ）
- 天変斯止嵐后晴（花組芝居）

1994年
- 間違いの喜劇（グローブ座カンパニー）
- 定本いろは四谷怪談（花組芝居）
- お気に召すまま（グローブ座カンパニー）
- 遥か遠き果てに（葦の会）
- 雪之丞変化（花組芝居）

1995年
- プラテーロ（こどもの城）
- 舞台役者症候群像（スペース・ゼロ）
- 聖ひばり御殿（花組芝居）
- ペンダント（葦の会）
- ロミオとジュリエット（子供のためのシェイクスピア）
- 泉鏡花の夜叉ケ池（花組芝居）
- 忠臣蔵ブートレッグ（スペース・ゼロ）

1996年
- 天変斯止嵐后晴（花組芝居）
- カッコーの巣の上を（ワークス）
- 雪之丞変化（花組芝居）
- 花の紅天狗（劇団☆新感線）

1997年
- プラテーロ（こどもの城）
- 泉鏡花の天守物語（花組芝居）
- 花組をどり'97（花組芝居）
- リア王（子供のためのシェイクスピア）
- 悪女クレオパトラ（花組芝居）

1998年
- 春まるだし（泪目銀座）
- ローリング・ストーン（野田地図）
- ヘンリー四世（子供のためのシェイクスピア）
- The Vampire Strikes Rock（劇団☆新感線）
- 偶然の悪夢（ナイロン100℃）
- 中年ロミオ（ラッパ屋）

1999年
- ガリレオの生涯（世田谷パブリックシアター）
- 8人で探すリア王（メジャーリーグ）
- リトルセブンの冒険（劇団☆新感線）
- 西鶴一代女（東宝）
- お正月（中島らも事務所）

2000年
- DECIMA 出島（長崎出島実行委員会）
- リア王（子供のためのシェイクスピア）
- 十二夜（子供のためのシェイクスピア）
- 青木さん家の奥さん（南河内万歳一座）
- 出島（アトリエ・ダンカン）

2001年
- かぶき座の怪人（花組芝居）
- 泉鏡花の婦系図（花組芝居）
- 乙女回廊（リリパットアーミー）
- カッコーの巣の上を（メジャーリーグ）

2002年
- 双面諏訪湖（花組芝居）
- お正月（中島らも事務所）
- 南北オペラ（花組芝居）
- アテルイ（劇団☆新感線+松竹）
- ハムレット（メジャーリーグ）
- 南半球の渦（アートネットジャパン）

2003年
- 百鬼夜行抄（花組芝居）
- SPACER（ウォーキング・スタッフ）
- Hamlet（世田谷パブリックシアター＋ホリプロ）
- OINARI浅草ギンコ物語（中日劇場）
- 止まれない12人（G2プロデュース）

2004年
- ハムレット（メジャーリーグ）
- アマデウス（松竹）
- ハムレット（子供のためのシェイクスピア）
- 和宮様御留（花組芝居）
- SHIROH（劇団☆新感線+東宝）

2005年
- 國語元年（こまつ座）
- おんなの落語（アトリエ・ダンカン）
- 泉鏡花の日本橋（花組芝居）
- 泉鏡花の草迷宮（花組芝居）
- ベルリン トゥ ブロードウェイ（宝塚クリエイティブアーツ）

2006年
- 十二夜（新国立劇場）
- ザ・隅田川（花組芝居）
- 和宮様御留（松竹）
- オセロー（りゅーとぴあ能楽堂シェイクスピア）
- JAIL BREAKERS（フジ）
- 紫式部ものがたり（松竹）

2007年
- かぶき座の怪人（花組芝居）
- 犬は鎖につなぐべからず〜岸田國士一幕劇コレクション〜（ナイロン100℃）
- ピーターパン（ホリプロ）
- KANADEHON忠臣蔵（花組芝居）

2008年
- 紫式部ものがたり（松竹）
- A MIDSUMMER NIGHT'S DREAM（北九州芸術劇場）
- 青木さん家の奥さん（南河内万歳一座）
- 山の巨人たち（新国立劇場）
- フライパンと拳銃（フジ）

2009年
- 苦情の手紙（ケイダッシュ・ステージ）
- BASARA-謀略の城-（WAKI-GUMI）
- 冬の入口（赤坂 RED THEATER）
- 江戸の青空（北九州芸術劇場）
- ワンダーガーデン（四獣×ハナオフ）
- 屋根の上のヴァイオリン弾き（東宝）
- ANJIN イングリッシュサムライ（ホリプロ）

2010年
- MATERIAL（梅田芸術劇場）
- アリバイのない天使（クオラス）
- キニサクハナノナ（BoroBon企画)
- 花たち女たち（花組芝居）

2011年
- 日本人のへそ（こまつ座）
- 雨（新国立劇場）
- TRAIN-TRAIN（LEMON LIVE）
- 江戸の青空 弐（北九州芸術劇場）

2012年
- 墓場、女子高生（ベッド＆メイキングス）
- ワンダーガーデン（四獣×玉造小劇店）
- サロメ（新国立劇場）
- Woo!!man（LEMON LIVE）
- 理系ヲタが、船上で恋する確率（DHE） - 安井明
- 家康と按針（ホリプロ）

2013年
- 屋根の上のヴァイオリン弾き（東宝）
- リア（座・高円寺）
- 真田十勇士（TBS） - 望月六郎
- 売春捜査官（carne） - 桂万平

2014年
- コンダーさんの恋〜鹿鳴館騒動記〜（明治座） - 坪内雄蔵（坪内逍遥）
- パン屋文六の思案〜続・岸田國士一幕劇コレクション〜（ナイロン100℃）
- リア（座・高円寺）
- 南北オペラ〜水下きよしの唄声が蘇る！〜（花組芝居）
- イージーオーダー The Musical（四獣×玉造小劇店）
- 夢邪想（花組芝居）

2015年
- イージーオーダー The Musical（四獣×玉造小劇店）
- 麦ふみクーツェ（シアターBRAVA！）
- リア（座・高円寺）
- ライムライト（東宝）
- ベイビーさん〜あるいは笑う曲馬団について（セガ・ライブクリエイション）

2016年
- Honganji（Honganji舞台制作委員会）
- 丸茂芸能社の落日（劇団道学先生）
- 入り口色の靴（四獣×玉造小劇店）
- SHAKESPEARE IN HOLLYWOOD〜ハリウッドでシェイクスピアを〜（加藤健一事務所）
- 酔いどれシューベルト（東京イボンヌ）
- 天獄界〜哀しき金糸鳥（リリパットアーミーII）

2017年
- 泉鏡花の夜叉ケ池（花組芝居）
- 春宵・読ミビトツドイテ（ゼータクチク）
- イヌの仇討（こまつ座）
- いろは四谷怪談(花組芝居）
- リチャード三世（東京芸術劇場）
- 黒蜥蜴（花組芝居）

2018年
- 東海道四谷怪談（砂岡事務所）
- アメリ（ネルケプランニング+フジ）
- メタルマクベス disc1（劇団☆新感線+TBS）
- ワンダーガーデン（四獣×玉造小劇店）

2019年
- ライムライト（東宝）
- 黒白珠（キューブ）
- カリソメノカタビラ〜奇説デオン･ド･ボーモン〜（atlas）
- 男たちの中で In the Company of Men（座・高円寺）

2020年
- イヌの仇討（こまつ座）
- ワンダーガーデン 新配役リーディング＆生演奏（四獣）
- ベイジルタウンの女神（ケムリ研究室）
- ワンダーガーデン Season2 トライアル・リーディング（四獣×玉造小劇店）

2021年
- コーラないんですけど（渡辺源四郎商店 Presents うさぎ庵）※無観客配信
- 十一夜 あるいは星の輝く夜に（結城座）
- プリンス・オブ・マーメイド（ラナハウス+シーエイティプロデュース）
- 赤シャツ（東京グローブ座）
- ジョルジュ（座・高円寺）

2022年
- テーバイ（新国立劇場こつこつプロジェクト）
- コーラないんですけど（渡辺源四郎商店 Presents うさぎ庵）
- 時間よ止まれ！（王様の演劇部）
- 注文の多い料理店（to R mansion）
- SERI～ひとつのいのち（conSept）
- 楽屋のお掃除（SORIFA）
- ジョン王（彩の国シェイクスピア・シリーズ）

2023年
- 千里眼（渡辺源四郎商店 Presents うさぎ庵）
- フェードル（中村京蔵 爽涼の會）
- ゾウ（PANCETTA）
- 走れ☆星の王子メロス（to R mansion）
- ぱふぉーまんすと楽しむおーけすとら（大阪交響楽団 × to R mansion）
- 注文の多い料理店（to R mansion）

2024年
- 中村仲蔵 〜歌舞伎王国 下剋上異聞〜（ホリプロ）[2]
- 走れ☆星の王子メロス（to R mansion × 新開地アートひろば）
- ライムライト（東宝）
- テーバイ（新国立劇場）
- Miracle Xmas Circus HYPER!!（公益財団法人としま未来文化財団・豊島区）

2025年
- ベイジルタウンの女神（ケムリ研究室）[3]
- 走れ☆星の王子メロス（to R mansion）
- 中村仲蔵 〜歌舞伎王国 下剋上異聞〜（ホリプロ）[4]
- 近松心中物語（CCCreation）[5]

### テレビ
- NHK BS 深夜劇場へようこそ（2002年 - 2007年） 司会

### ラジオ
- シアターF（FM世田谷） インタビュアー／演劇キック（演劇ぶっく坂口真人編集長との対談）
- 劇ナビ!!（FM世田谷） インタビュアー

### テレビドラマ
- 60分放し飼いお嬢だん（1990年）
- STAFF ONLY - 馬主席の男（1997年、フジテレビ）
- 月下の棋士（2000年、EX）
- 金曜エンタテイメント 年の差カップル刑事2（2001年、フジテレビ） - 萩原仁信
- 金曜時代劇 五瓣の椿（2001年、NHK） - 中村菊太郎
- 少年たち3（2002年、NHK） - 医師
- キッパリ!（2006年、2008年、TBS） - 正木誠一郎 役
- 星新一ショートショート 悪をのろおう（2008年、NHK）
- 土曜ワイド劇場 (EX)
  - 100の資格を持つ女〜ふたりのバツイチ殺人捜査〜 (2008年 - 2017年)　- 西郷美千也

- 美の巨人たち（2011年、テレビ東京） - 狩野一信
- NHKスペシャル未解決事件 オウム真理教（2012年、NHK）
- 大河ドラマ（NHK）
  - 平清盛 25話（2012年） - 淡海
  - 真田丸 40話（2016年） - 清韓
  - 光る君へ 5話（2024年） - 僧 [6]
- 木曜時代劇 ぼんくら（2014年 - 2015年、NHK） - 小平次
- 月曜ゴールデン特別企画 水戸黄門（2015年、TBS） - 奥坊主
- 無用庵隠居修行
  - 第1作（2017年） - 小間物屋
  - 第2作（2018年） - 小間物屋「栄華堂」主人・源助
  - 第5作（2021年） - 小間物屋「栄華堂」主人・喜八
  - 第7作（2023年） - 小間物屋「栄華堂」主人・喜八
- やっぱりおしい刑事 7話（2021年、NHKBSプレミアム） - ドラァグクイーン

### 携帯電話配信ドラマ
- 女神のイタズラ〜キミになったボク〜（2011年、BeeTV） - 司会者

### 映画
- 魍魎の匣（2007年） - ナイフの男
- 日本のいちばん長い日（2015年） - 三井安彌
- 大舞台は頂いた！（2017年） - 警備員
- たんたかたん（2017年） - 小林一二三
- 拾って捨てろ！（2019年） - 課長

### CM
コーワ・キャベ2／マクドナルド／旭化成・ヘーベルハウス／ダイエー ／DCカード／こてっちゃん／朝日生命／キリンビール・できたて出荷／ビタランE／大塚製薬・ファイブミニ／東芝・エアコン／パナソニック・カーバッテリー／パナソニック・ナチュライザー／パイロット・激細ノック／ナショナル・コーナーエアコン エオリア

### テレビアニメ
- ビーストウォーズネオ 超生命体トランスフォーマー（ロングラック[7]）
- ビックリマン2000（ジェット皇星）
- こちら葛飾区亀有公園前派出所
  - 第201話「天才画家あらわる」（2000年） - ロドリゲス伊藤 役
  - 第272話「ロボット警官ダメ太郎」（2002年） - 丸出ダメ太郎 役
  - 第279話「燃える炎のロボット警官」（2002年） - 丸出ダメ太郎 役
  - 第311話「運命の分かれ道」（2003年） - 丸出ダメ太郎 役

### OVA
- 時空異邦人KYOKO ちょこらにおまかせ!（2001年） - キング 役

### ドラマCD
- 東京ナイトメア〜薬師寺涼子の怪奇事件簿（1999年） - ジャッキー 役
- 留守電ひとり芝居オーディオドラマ 居酒屋じぱんぐ～みーちゃんの行方～（2020年）

### ナレーション
- ゆずシングル「from」【初回限定盤CD＋DVD】「YUZU DOCUMENT FILMS FUTATABI」（2010年）
- 富士通・デジタルムーバ
- KDD
- トヨタ自動車
- 山中さんと犬と中山くん（2021年、渡辺源四郎商店 Presents うさぎ庵）

### トークイベント
- 映画「モリエール 恋こそ喜劇」公開記念イベント インタビュアー（江守徹・植本潤）Bunkamura ル・シネマ（2010年）

- 『戯伝写楽2018』cubit club サンクスイベント（橋本さとし・小西遼生・壮一帆・村井國夫・岩橋大・植本純米）東京芸術劇場（2018年）

- 『In This House〜最後の夜、最初の朝〜』ITHキャストpresents〜アウト·オブ·ハウス·トーク司会（岸祐二・宋元燮・植本純米）荏原スクエアひらつかホール（2019年）

- マコトとテツヤでしゃべります（佐藤信・植本純米・岡島哲也）若葉町ウォーフ（2020年）

- INU-KERA VOL.75（犬山イヌコ・ケラリーノ·サンドロヴィッチ・植本純米）ロフトプラスワン（2020年）

- エフエム世田谷「劇ナビ!!」公開収録（松永玲子・植本純米）ザ・スズナリ（2020年）

- 『ジョン王』アフタートーク司会（小栗旬・吉田鋼太郎・植本純米）埼玉会館（2023年）

- CoRich舞台芸術！「オオイリ！」（川田希・橘花梨・植本純米）（2023年）

- 『中村仲蔵』アフタートーク司会（市原隼人・浅香航大・髙嶋政宏・植本純米）東京建物 Brillia HALL（2024年）

- 『中村仲蔵』アフタートーク司会（藤原竜也・髙嶋政宏・蓬莱竜太・植本純米）東京エレクトロンホール宮城（2024年）

- 『ライムライト』アフタートーク司会（朝月希和・吉野圭吾・植本純米）シアタークリエ（2024年）

- ウォーキング・スタッフ プロデュース『舞台版 嫌われる勇気』アフタートーク（植本純米・飯田サヤカ・石田佳央・和田憲明・石井久美子）紀伊國屋ホール（2024年）

- 『テーバイ』シアタートーク（植本純米・加藤理恵・今井朋彦・中井美穂）新国立劇場 小劇場（2024年）

- 『走れ☆星の王子メロス』アフターイベント（サンプラザ中野くん／増田明美・江戸川じゅん兵・上ノ空はなび・イーガル・植本純米）世田谷パブリックシアター（2025年）

### WEB連載
- えんぶ☆TOWN／情報☆キック／植本純米vs坂口真人 （えんぶ編集長との戯曲対談）（2013年4月25日 -）

### その他
- KAAT×新ロイヤル大衆舎『花と龍』所作アドバイザー（2025年）